# Min Hyo-rin
Min Hyo-rin (en hangul, 민효린; Daegu, 5 de febrero de 1986) es una actriz y cantante surcoreana.

## Biografía
Desde 2013 sale con el popular cantante surcoreano Taeyang. En diciembre del 2017 la pareja anunció que se habían comprometido, finalmente la pareja se casó el 3 de febrero de 2018. A finales de septiembre de 2021 anunciaron que estaban esperando a su primer bebé juntos. El 6 de diciembre del mismo año le dieron la bienvenida a su hijo.

## Carrera
En marzo de 2017, firmó un contrato con la agencia Plum Entertainment", previamente formó parte de las agencias JYP Entertainment desde el 2014 al 2017 y de Star Fox Entertainment del 2006 al 2014.
En 2006, comenzó a modelar ropa para la marca Flapper y para la marca de zapatos Rockfish.
Ha aparecido en sesiones fotográficas para Dazed Korea, Marie Claire Korea, Samantha Thavasa, InStyle, 1st Look, Singles, Cosmopolitan Korea, Beauty+, ONE, ELLE Korea, Arena y Vogue Girl.
En junio de 2009, se unió al elenco principal de la serie Triple donde interpretó a la patinadora de hielo Lee Ha-ru.
El 11 de mayo de 2011, se unió al elenco principal de la serie Romance Town donde dio vida a Jung Da-kyum, hasta el final de la serie el 14 de julio del mismo año.
En el 2013, apareció como invitada en el popular programa de televisión surcoreano Running Man donde formó parte del equipo "Theatre Department", junto a Yoo Jae-suk, Kim Woo-bin, Lee Jong-suk, Lee Jong-hyun y Kim Soo-ro durante el episodio 138.
En enero de 2015, se unió al elenco principal de la serie Persevere, Goo Hae Ra donde interpretó a Goo Hae-ra, una joven que tiene el sueño de debutar como cantante, hasta el final de la serie el 27 de marzo del mismo año.
En 2016, apareció en la película Was Will donde dio vida a una joven del futuro del año 2116. Ese mismo año se unió como miembro principal de la primera temporada del programa Sister's Slam Dunk.
En 2017, se unió a la serie dramática Individualist Ms. Ji-young donde interpretó a Na Ji-young, una joven individualista en extremo que piensa en sí misma antes que en los demás y cuya vida cambia cuando conoce a Byuk-soo (Gong Myung).
En 2018, apareció en la película Uhm Bok-dong donde interpretó a Kyeong-ja.
A finales de marzo del mismo año se anunció que se había convertido en el nuevo rostro de la marca de cosméticos Clinique en Corea.

## Filmografía

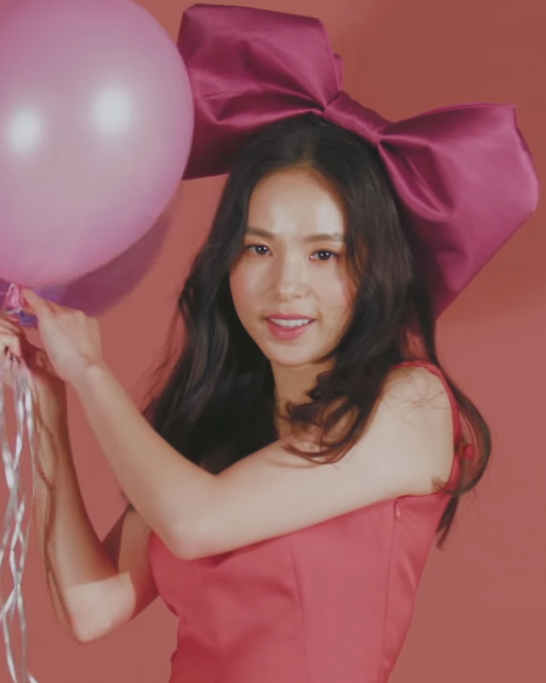
Min para Marie Claire Korea en 2015.

### Series de televisión
| Año  | Título                       | Personaje    | Notas        |
| ---- | ---------------------------- | ------------ | ------------ |
| 2017 | Individualist Ms. Ji-young   | Na Ji-young  | 2 episodios  |
| 2015 | Persevere, Goo Hae Ra        | Goo Hae-ra   | 12 episodios |
| 2011 | Romance Town                 | Jung Da-kyum | 20 episodios |
| 2010 | The Romantic Movement: Seoul | Alice        | Web-series   |
| 2010 | Dr. Champ                    | Enfermera    | Episodio 16  |
| 2009 | Triple                       | Lee Ha-ru    | 16 episodios |

### Películas
| Año  | Título                       | Personaje        | Notas |
| ---- | ---------------------------- | ---------------- | --- |
| 2019 | Race to Freedom: Um Bok Dong | Kyeong-ja        | junto a Rain, Kang So-ra, Lee Beom-soo, Park Jin-joo, Ko Chang-seok, Lee Geung-young y Lee Si-eon          |
| 2016 | Was Will                     | Joven del futuro | |
| 2015 | Twenty                       | Jin-joo          | junto a Kim Woo-bin, Lee Jun-ho, Kang Ha-neul, Na Jong-chan, Lee Yu-bi, Kim Eui-sung y Jung So-min         |
| 2012 | A Millionaire on the Run     | Mi-ri            | junto a Park Jin-young, Jo Sung-ha, Lee Geung-young, Jo Hee-bong y Oh Jung-se                              |
| 2012 | The Grand Heist              | Baek Soo-ryun    | junto a Cha Tae-hyun, Oh Ji-ho, Song Jong-ho, Lee Chae-young, Sung Dong-il, Ko Chang-seok y Shin Jung-geun |
| 2011 | Sunny                        | Jung Soo-ji      | junto a Shim Eun-kyung, ungm Kang So-ra, Kim Min-young, Park Jin-joo, Nam Bo-ra, Kim Bo-mi y Kim Shi-hoo   |
| 2011 | Age of Milk                  | Jin              | corto |
| 2010 | Romantic Movement, Seoul     | -                | |

### Programas de televisión
| Año         | Programa               | Notas                                                                 |
| ----------- | ---------------------- | --------------------------------------------------------------------- |
| 2017        | The Return of Superman | Invitada en el episodio 128                                           |
| 2016        | Sister's Slam Dunk     | Miembro                                                               |
| 2016        | Radio Star             | Invitada en el episodio 144, junto a Park Jin-young, G.Soul y Jo Kwon |
| 2013        | Running Man            | Invitada en el episodio 138                                           |
| 2010 - 2011 | Trend Report Feel 6    | Presentadora                                                          |
| 2010        | Fox's Butler           | Miembro                                                               |
| 2010        | Danbi                  | Aparición en el episodio 19 al 21, junto a Marco y Yoon So-yi         |

### Apariciones en vídeos musicales
| Año  | Artista(s)                   | Canción                                       |
| ---- | ---------------------------- | --------------------------------------------- |
| 2014 | Unnies                       | «Shut Up»                                     |
| 2014 | Lee Jun-ho                   | «Feel»                                        |
| 2014 | Taeyang                      | «Eyes, Nose, Lips»                            |
| 2014 | Taeyang                      | «1AM»                                         |
| 2011 | Song Jieun ft. Bang Yong-guk | «Going Crazy»                                 |
| 2010 | Jo Sung-mo ft. Electroboyz   | «More and More»                               |
| 2008 | Mighty Mouth ft. Sunye       | «Energy»                                      |
| 2007 | Evan (Yoo Ho-suk)            | «Men Are... Also Helpless»                    |
| 2007 | F.T. Island                  | «Only One Person»                             |
| 2007 | F.T. Island                  | «A Man's First Love Follows Him to the Grave» |
| 2006 | Park Ki-young                | «Because of You»                              |

## Premios y nominaciones
| Año  | Premio                                            | Categoría                     | Trabajo nominado   | Resultado |
| ---- | ------------------------------------------------- | ----------------------------- | ------------------ | --------- |
| 2007 | 9th Mnet KM Music Festival                        | Mejor nuevo artista           | «Stars»            | Nominada  |
| 2009 | 28th MBC Drama Awards                             | Mejor nueva actriz            | Triple             | Nominada  |
| 2011 | 19th Korean Culture & Entertainment Awards        | Mejor nueva actriz (Película) | Sunny              | Ganadora  |
| 2011 | 5th KBS Drama Awards                              | Mejor actriz de soporte       | Romance Town       | Nominada  |
| 2012 | 16th Puchon International Fantastic Film Festival | Fantasia Award                | -                  | Ganadora  |
| 2012 | 49th Grand Bell Awards                            | Photogenic Award              | -                  | Ganadora  |
| 2016 | 15th KBS Entertainment Awards                     | Variety Show Rookie Award     | Sister's Slam Dunk | Ganadora  |
| 2017 | 2nd Asia Artist Awards                            | Choice Award                  | The Happy Loner    | Ganadora  |